# Verophasmatodea
Verophasmatodea vormen een onderorde van de wandelende takken (Phasmatodea). Ze hebben de kunst van de camouflage tot op grote hoogte gedreven en lijken sterk op al dan niet dorre takken of bladeren, zodat ze voor hun natuurlijke vijanden moeilijk te ontdekken zijn. De soorten in deze onderorde komen wijdverspreid voor met name in, Zuid-Amerika, Zuid-Europa en Oceanië.

## Taxonomie
- Infraorde Anareolatae
  - Familie Diapheromeridae - Kirby, 1904
  - Familie Phasmatidae - Gray, 1835
- Infraorde Areolatae
  - Superfamilie Aschiphasmatoidea - Brunner von Wattenwyl, 1893
    - Familie Aschiphasmatidae - Brunner von Wattenwyl, 1893
    - Familie Damasippoididae - Zompro, 2004
    - Familie Prisopodidae - Brunner von Wattenwyl, 1893

  - Superfamilie Bacilloidea - Brunner von Wattenwyl, 1893
    - Familie Anisacanthidae - Günther, 1953
    - Familie Bacillidae - Brunner von Wattenwyl, 1893
    - Familie Heteropterygidae - Kirby, 1896

  - Superfamilie Phyllioidea - Brunner von Wattenwyl, 1893
    - Familie Phylliidae - Brunner von Wattenwyl, 1893

  - Superfamilie Pseudophasmatoidea - Rehn, 1904
    - Familie Heteronemiidae - Rehn, 1904
    - Familie Pseudophasmatidae - Rehn, 1904